# Ancestris
Ancestris je svobodný genealogický software . Je naprogramován v jazyce Java . Mezi podporované formáty pro výměnu dat patří GEDCOM .

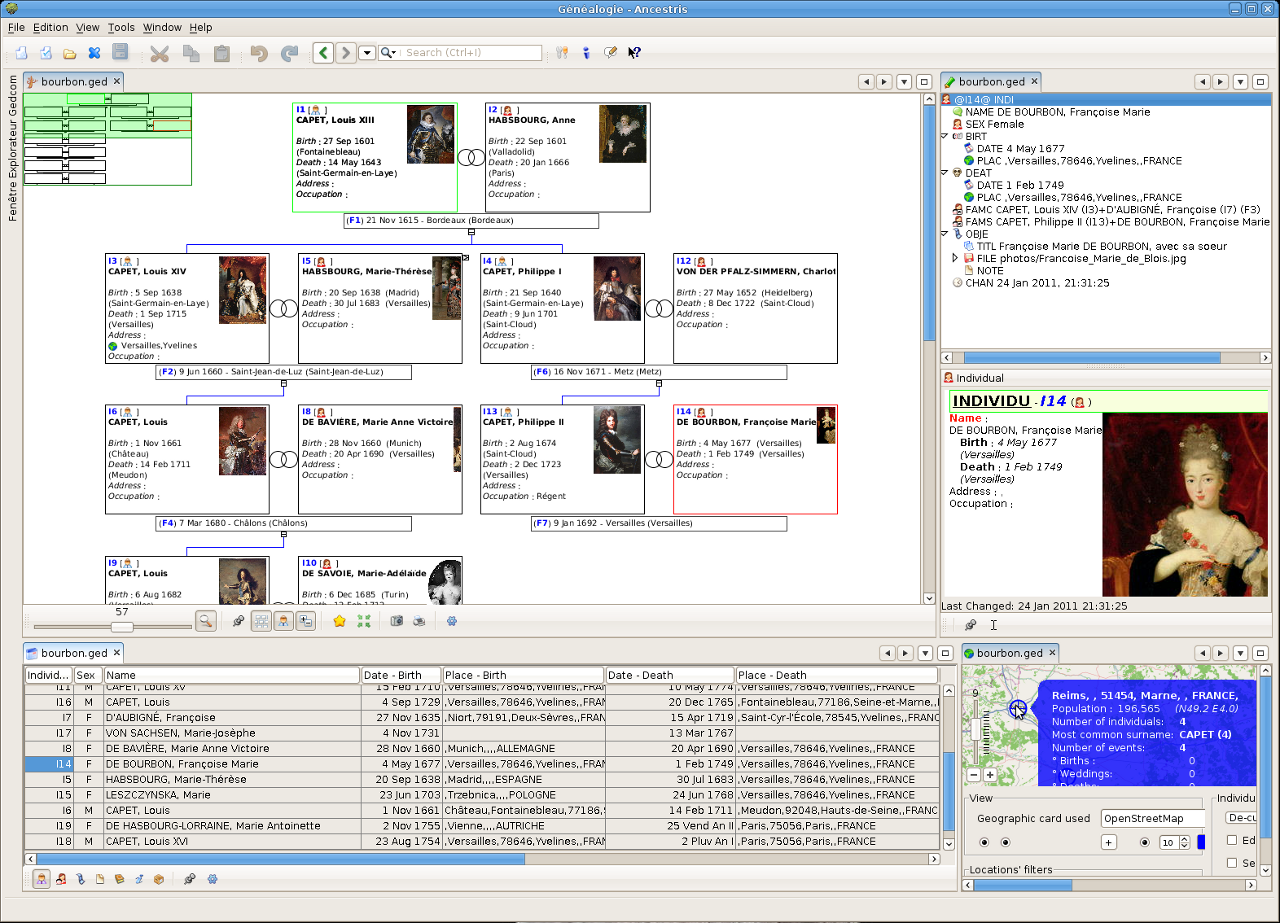

## Schopnosti
- plná podpora Unicode
- Existuje mnoho pluginů dostupných

## Podpora jazyků
Program je k disposici v těchto jazycích:
angličtina, čeština, dánština, finština, francouzština, italština, němčina, nizozemština, norština, polština, Portugalština, slovenština, španělština a švédština.